# 594 TCN
594 TCN là một năm trong lịch La Mã.